# Zach Gowen
Zach Gowen, de son vrai nom Zachary Gowen, est un catcheur américain né le 30 mars 1983 à Livonia au Michigan. Sa particularité est qu'il catche avec une seule jambe, sa jambe gauche ayant du être amputée à cause d'un cancer. C'est jusqu'alors le seul catcheur unijambiste de toute l'histoire du catch.

## Carrière

### Débuts
Après avoir été entraîné par Truth Martini, Zach Gowen fait ses débuts le 16 mars 2002 en perdant un match contre Martini. C'est à cette même époque qu'il décide de catcher sans sa prothèse, trouvant difficile de travailler avec un tel « poids mort ».

### Total Nonstop Action Wrestling (2003, 2005, 2006)
Au début de l'année 2003, Gowen commence à catcher pour la Total Nonstop Action Wrestling (TNA) sous le surnom de Tenacious Z, mais quitte rapidement la fédération après avoir signé un contrat de développement avec la World Wrestling Entertainment (WWE).
Il revient à la TNA le 15 mai 2005 à l'occasion du pay-per-view Hard Justice, en tant que 2e entrant du match Gauntlet for the Gold à 20 participants. Il ne reste cependant que 5 minutes dans le ring avant de se faire éliminer par Shark Boy. Le mois suivant, il perd un Six way match à l'occasion de Slammiversary. Il apparaît ensuite lors du show Impact Wrestling, où il affronte Mikey Batts dans un match se finissant en no contest, avant de quitter à nouveau la fédération plus tard dans l'année. Gowen revient ensuite en octobre 2006, lors du pay-per-view Bound for Glory, où il entre en 6e position durant le « Kevin Nash X-Division Open Battle Royal Gauntlet match », mais est éliminé par Johnny Devine.

### World Wrestling Entertainment (2003-2004)
Gowen fait ses débuts à la WWE le 15 mai 2003 lors du show WWE SmackDown, où il joue le rôle d'un spectateur tentant de porter secours à M.. America alors que ce dernier est attaqué par Roddy Piper et Sean O'Haire. Durant ce segment, Piper arrache à Gowen sa jambe artificielle. Cela marque le début d'une courte alliance entre Zach et M.. America contre Piper et O'Haire. Cette storyline atteint son apogée lors du pay-per-view Judgement Day où M.. America, accompagné de Gowen, bat Roddy Piper accompagné de O'Haire.
À cause de son alliance avec M.. America, Zach entretient de mauvaises relations avec le patron de la WWE Vince McMahon, ce dernier étant persuadé que M.. America n'est autre qu'Hulk Hogan déguisé,. Lors de l'épisode de Smackdown du 26 juin, Vince promet à Zach que s'il rejoint le Kiss My Ass Club, il aura un contrat avec la WWE. Cependant, Gowen refuse et attaque McMahon. De ce fait, Gowen doit faire équipe avec Stephanie McMahon contre le Big Show, dans ce que Vince McMahon appelle le premier « vrai » match à handicap (faisant référence à la jambe amputée de Gowen, en plus du principe de « un contre deux » du match). Avec l'aide de Kurt Angle et de Brock Lesnar, ils réussissent à battre le Big Show, et Gowen obtient un contrat. Cette victoire accentue la haine de Vince McMahon envers lui, et mène à un match à Vengeance entre les deux hommes, que Gowen perd.
Gowen perd plusieurs autres matchs contre d'autres catcheurs, tels Shannon Moore, Nunzio et John Cena, à la fin desquels il se fait systématiquement attaquer par Matt Hardy,,. La storyline est interrompu lors de l'épisode de Smackdown du 21 août, où Gowen bat Brock Lesnar par disqualification après que ce dernier lui a cassé sa seule jambe (en kayfabe). La semaine suivante, Lesnar balance Gowen du haut d'un escalier.
Zach Gowen est alors absent des écrans durant près d'un mois, puis revient le 2 octobre à Smackdown, où il déclare qu'il fera son retour sur le ring la semaine suivante. Lors de l'épisode suivant, Gowen a donc un match contre Shannon Moore, qu'il perd à cause de l'intervention de Matt Hardy. Gowen affronte Hardy lors du pay-per-view No Mercy et gagne le match. Le 23 octobre, à Smackdown, il perd un match contre Yoshihiro Tajiri, et est ensuite attaqué par deux alliés de Tajiri. À la suite de cela, Gowen ne fait plus d'apparition télévisée à la WWE pour cause de blessure, et est libéré de son contrat avec la fédération le 4 février 2004,.

### Circuit indépendant (2004-présent)
Après son départ de la WWE, Zach Gowen décide de se concentrer sur son éducation et catche beaucoup moins. Il travaille pour diverses fédérations du Circuit indépendant, dont l'Independent Wrestling Association Mid-South (en) où il joue le rôle d'un heel (méchant) égoïste. Il participe également au show Jeff Peterson Memorial Cup (en) en 2004.
À la All American Wrestling, il fait partie de l'équipe heel appelée « Michigan Invasion » (regroupant d'autres catcheurs originaires du Michigan, tels Truth Martini, "Amazing" N8 Mattson, Eddie Venom et Brian Gorie). Le 14 avril 2007, Gowen et son mystérieux partenaire Krotch battent Martini et Mattson, et deviennent les nouveaux champions par équipe de la fédération. Ils perdent ensuite les titres le 16 juin, au profit de Trick Davis et Conrad Kennedy III dans un four-way elimination match. 
Le 7 octobre 2018 lors de BCW/Impact  Motown Showdown, il répond à l'Open Challenge de Eli Drake et perd contre ce dernier. 

#### Ring of Honor (2006, 2008, 2010)
Zach Gowen fait ses débuts à la Ring of Honor (ROH) le 7 octobre 2006, en perdant un match contre Delirious. Il revient ensuite le 22 février 2008, et intègre l'équipe The Age of the Fall (en). Le 12 novembre 2010, il apparaît lors d'un show de la ROH à Détroit où il est annoncé comme le nouveau membre de l'équipe de Truth Martini, House of Truth. Il fait équipe avec le champion du monde de la ROH Roderick Strong ainsi qu'avec Michael Elgin dans un match qu'ils perdent contre les Briscoe Brothers et Christopher Daniels. Après un autre match par équipe perdu contre les Grizzly Redwood et Bobby Dempsey le jour suivant à Toronto, Strong et Elgin se retourne contre Gowen et l'expulse de la House of Truth. 

#### Juggalo Championship Wrestling (2007-2008; 2011-présent)
Zach débute à la Juggalo Championship Wrestling (JCW) en 2007, dans le show internet de la fédération, SlamTV! À la base heel, son dur travail et ses aptitudes au catch lui valent le respect du public de la Juggalo. Après une tentative ratée de remporter le Championnat poids-lourds de la JCW détenu par Trent Acid, il forme une équipe avec Human Tornado appelée Pimp & Gimp Connection. L'équipe obtient une place dans le Tag-Team Elimination match, en plus de 7 autres équipes, pour le Championnat par équipe de la JCW lors du show Bloodymania. Ils échouent cependant après l'élimination de Gowen par Doug Basham.
La saison suivante, Zach fait équipe avec Conrad Kennedy III pour pouvoir participer au JCW Tag Team Tournament afin de remporter les titres par équipe laissés vacants. Human Tornado voit cependant le manager heel Scott D'Amore quitter le vestiaire de Kennedy, ce qui institue le doute. Deux semaines plus tard, Kennedy attaque Gowen après leur défaite contre les Bloody Brothers. Tornado vient aux secours de Gowen, forçant Kennedy à quitter le ring. La semaine suivante, un match est annoncé entre Pimp & Gimp Connection et Kennedy, ainsi qu'un catcheur mystère lors de Bloodymania II. Le match est cependant supprimé, car Gowen ne se présente pas à l'évènement.
Zach revient le 23 mars 2011 et bat Jimmy Jacobs. Lors de Up in Smoke, il fait équipe avec U-Gene, qui veut être la seconde jambe de Gowen. Bien qu'U-Gene lui coûte un match en distrayant l'arbitre, Gowen lui pardonne et annonce que l'équipe catchera de nouveau lors de l'évènement suivant. Le 28 juillet, Gowen et U-Gene battent les Ring Rydas pour gagner le Championnat par équipe de la JCW. Cependant, Gowen refuse le titre après avoir découvert qu'U-Gene avait triché. Ce dernier l'attaque alors et leur alliance prend fin. Les deux hommes s'affrontent le 14 août à Bloodymania 5, où U-Gene bat Gowen.
Lors de Oddball Brawl, il bat Kongo Kong dans un Tables Match.

## Palmarès et récompenses
- All American Wrestling
  - AAW Tag Team Championship (1 fois) avec Krotch[24]

- Blue Water Championship Wrestling
  - BWCW Heavyweight Championship (1 fois)

- Cleveland All-Pro Wrestling
  - CAPW Junior Heavyweight Championship (1 fois)

- Independent Wrestling Revolution
  - IWR King of the Indies Championship (1 fois)
  - IWR Tag Team Championship (1 fois) avec Kamikaze

- Mid American Wrestling
  - MAW Tag Team Championship (1 fois) avec Silas Young

- New Wrestling Association
  - NWA Legends Championship (2 fois)

- Twin Wrestling Entertainment
  - TWE Nacho Cup (2006)

- Autres titres
  - TZW Tag Team Championship (1 fois) avec Super Meetsee

### Classements de magazines
- Pro Wrestling Illustrated
  - Catcheur le plus inspiré de l'année 2003[31]
  - Débutant de l'année 2003[32]

| Année     | 2003   | 2004   | 2005   | 2006 | 2007   | 2008   | 2009   |
| Rang      | 233    | 228    | 342    | -    | 452    | 443    | 420    |
| Référence | [ 33 ] | [ 34 ] | [ 35 ] | -    | [ 36 ] | [ 37 ] | [ 38 ] |

- Wrestling Observer Newsletter awards
  - Pire match de l'année 2006 à Bound for Glory[39]

## Vie privée
Zach Gowen a grandi à Détroit dans le Michigan. Il a étudié l'éducation secondaire et les mathématiques à l'université de l'Est du Michigan.